# Cneu Domício Calvino (cônsul em 283 a.C.)
Cneu Domício Calvino (em latim: Cneus Domitius Calvinus Maximus), conhecido como Cneu Domício Calvino Máximo, foi um político da gente Domícia da República Romana, eleito cônsul em 283 a.C. com Públio Cornélio Dolabela. Foi nomeado ditador em 380 a.C.. Era filho de Cneu Domício Calvino, cônsul em 332 a.C..

## Primeiros anos
Ao iniciar sua vida pública, Cneu Domício se apresentou como candidato para o cargo de edil curul em 304 a.C., mas, apesar de ser filho de um cônsul, Cneu Flávio, o famoso secretário de Ápio Cláudio Cego e autor do Ius Flavianum, foi eleito em seu lugar.
Cinco anos mais tarde, em 299 a.C., acabou eleito para o posto.

## Consulado (283 a.C.)
Cneu Domício foi eleito cônsul em 283 a.C. juntamente com Públio Cornélio Dolabela. O nome de Calvino aparece mencionado apenas no ano de seu consulado, mas é muito provável que ele tenha sido muito ativo na época, pois Roma estava ameaçada por uma coalizão de todos os seus inimigos na península Itálica. Estimulados por lucanos, brútios e, especialmente, tarantinos, etruscos, gauleses (sênones), úmbrios e samnitas se revoltaram contra os romanos.
Os sênones, aliados dos etruscos, atacaram a cidade de Arécio e, como os cônsules estavam provavelmente ocupados em outras partes da Itália, o pretor Lúcio Cecílio Metelo Denter foi enviado em seu lugar, mas perdeu não apenas a Batalha de Arrécio, mas a vida. Seu sucessor, Mânio Cúrio Dentato, enviou embaixadores aos sênones para realizar uma troca de prisioneiros, mas eles foram assassinados.
Com o objetivo de vingar esta violação brutal do costume entre as nações, o cônsul Públio Cornélio Dolabela atravessou o país dos sabinos e picenos para derrotar o exército dos sênones na Batalha do Lago Vadimo e assolar seu território, fundando no local uma colônia romana para assegurar o controle da região. Estes acontecimentos, porém, não são mencionados nas crônicas na mesma ordem. Segundo Paulo Orósio, o assassinato dos embaixadores ocorreu antes da campanha de Lúcio Cecílio; considerando que, segundo Apiano, a campanha de Dolabela começou imediatamente depois da morte de Denter, o objetivo da embaixada teria sido tentar cooptá-los como aliados.
Não se sabe o que fez Calvino durante este período. Quando os boios perceberam que os sênones estavam sendo expulsos de seu país, começaram a temer o mesmo destino e se uniram a eles e aos etruscos para marcharem contra Roma. Porém, ao cruzarem o Tibre, viram-se de frente a uma exército romano e, na batalha que se seguiu, a maioria dos etruscos foi morta e somente uns poucos gauleses escaparam. Os relatos novamente diferem sobre qual dos comandantes romanos teria liderado a batalha: para alguns, foi Dolabela, para outros, Calvino, ao passo que o mais provável seja que ambos devem ter merecido os louros pela vitória. Foi, sem dúvida por causa desta vitória que Calvino conseguiu o agnome "Máximo".

## Anos seguintes
Em 280 a.C., Cneu Domício foi novamente homenageado ao ser nomeado ditador romano, provavelmente clavi figendi causa, com o objetivo de realizar o ritual de pregar o clavus annalis nas calendas do Templo de Júpiter Capitolino, marcando o início da Guerra Pírrica. Ao deixar o cargo, no mesmo ano, foi eleito censor juntamente com Lúcio Cornélio Cipião Barbato, a primeira vez que um plebeu chegou ao posto.